# Нойклостер
Нойклостер (нем. Neukloster) — город в Германии, в земле Мекленбург-Передняя Померания.
Входит в состав района Северо-Западный Мекленбург. Подчиняется управлению Нойклостер-Варин.  Население составляет 3950 человек (на 31 декабря 2010 года). Занимает площадь 27,49 км². Официальный код  —  13 0 58 074.

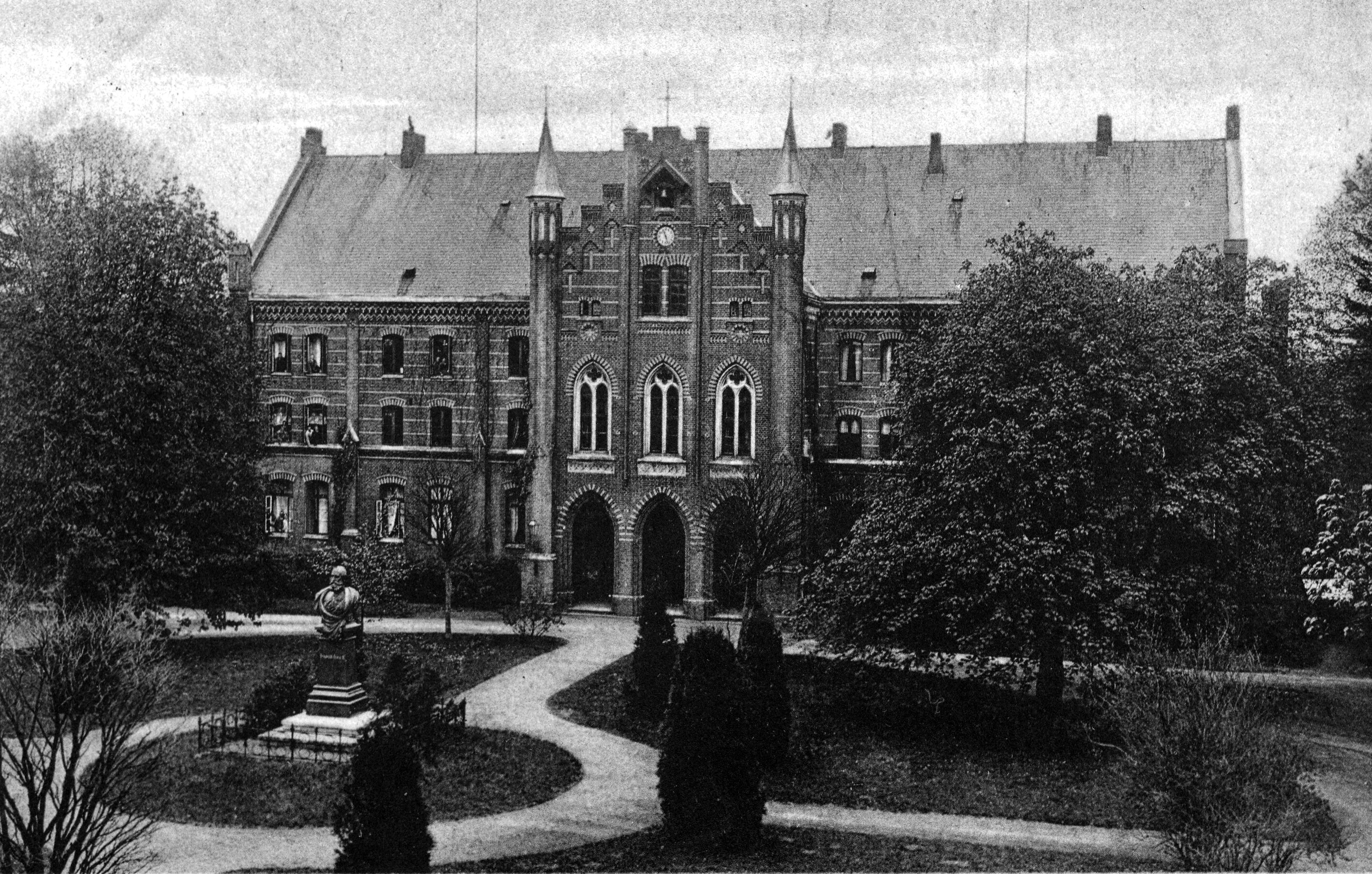
Памятник